# 나가오촌 (가나가와현)
나가오촌(일본어: 長尾村)은 일본 가나가와현의 동부 가마쿠라군에 속했던 촌이다.

## 연혁
- 1889년- 타야촌, 나가오다이촌, 가나이촌, 고자쿠촌과 합병해 나가오촌이 성립하였다.
- 1915년 - 구 다야촌, 나가오다이촌, 가나이촌 일부가 가마쿠라군 도요다촌에 편입하였다, 구 고자쿠촌 일부는 가마쿠라군 후지미촌·마타노촌과 합병해, 다이쇼촌이 신설되었다. 당시, 코자쿠가 밭농사지대, 그 이외가 논지대 등과 산업 등이 차이가 너무 나서 분촌을 결정하였다.

## 참고 문헌
- 角川日本地名大辞典編纂委員会,『角川日本地名大辞典 神奈川県』1984, 角川書店
- 『栄区制10周年記念誌 ふれあいと人の和を育んで』1997年 栄区制10周年記念事業実行委員会編